# Cryptolepas rhachianecti
Cryptolepas rachianecti är en kräftdjursart som beskrevs av Dall 1872. Cryptolepas rachianecti ingår i släktet Cryptolepas och familjen Coronulidae. Inga underarter finns listade i Catalogue of Life.

## Bildgalleri

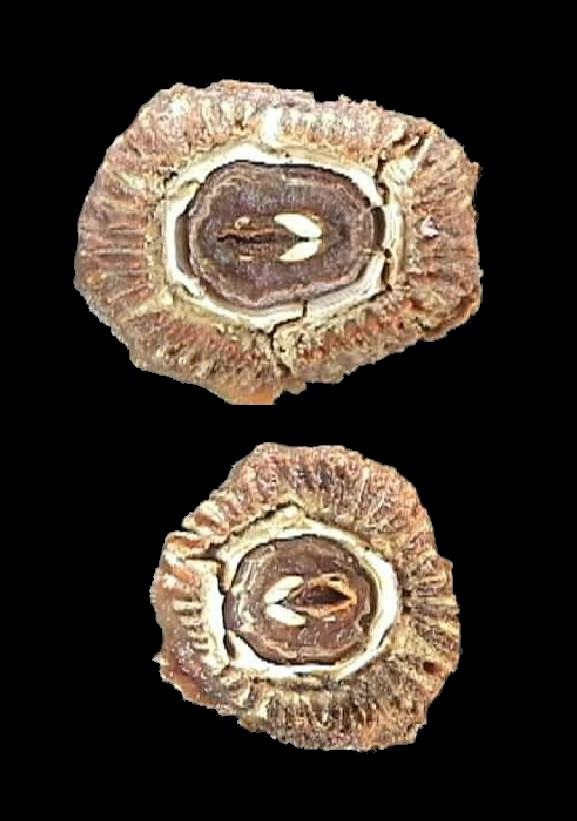
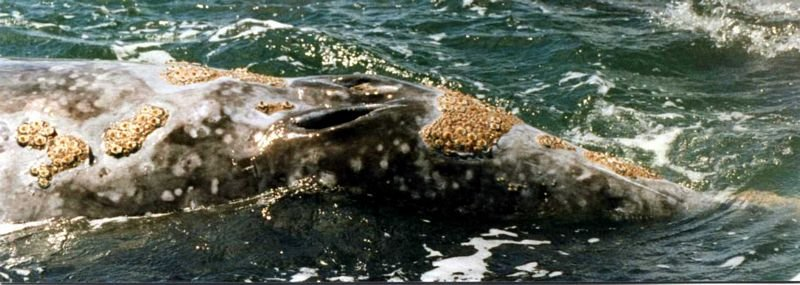
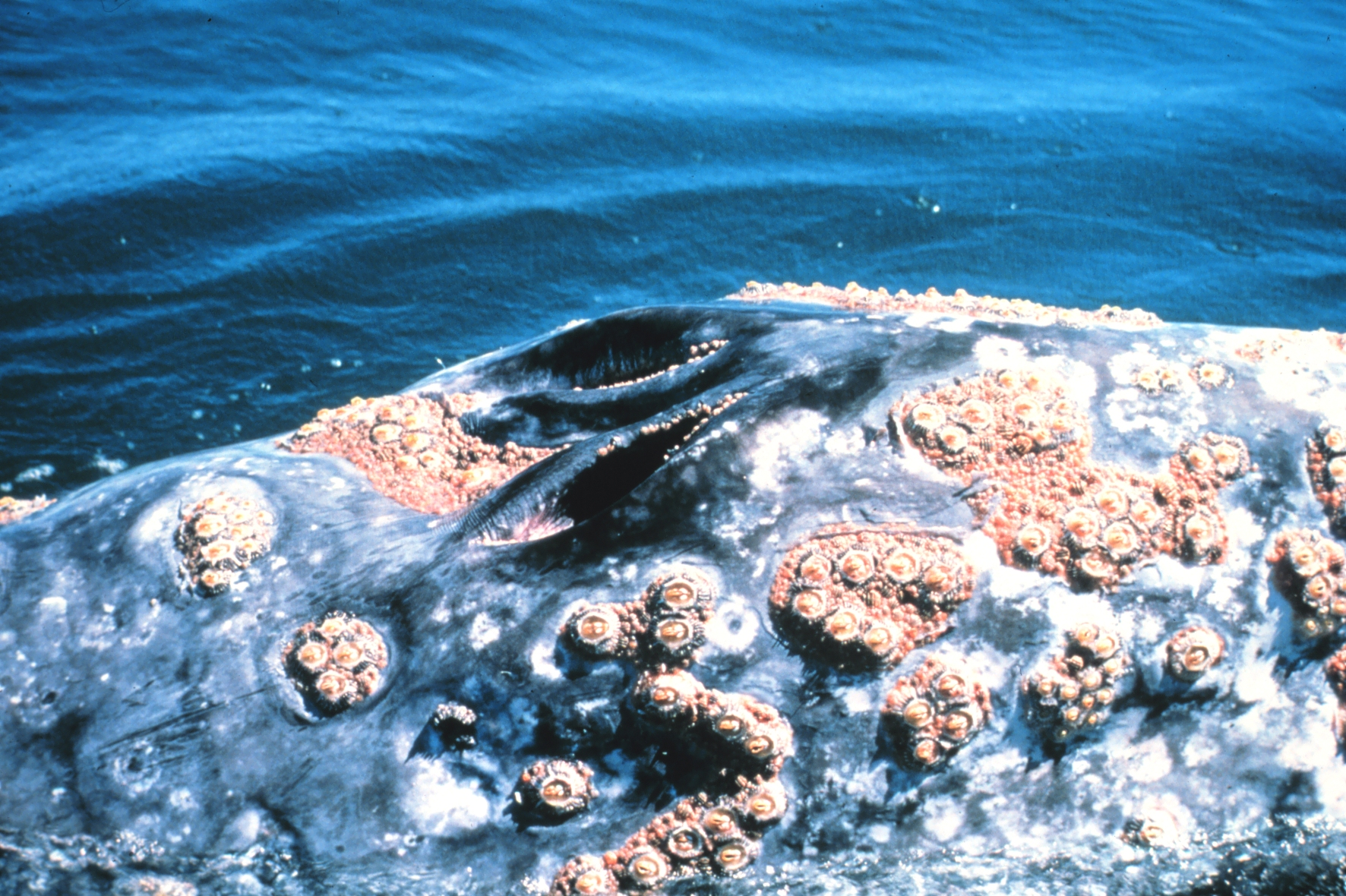